# 1. deild karla 2008
Mùa giải 2008 của 1. deild karla là mùa giải thứ 54 của bóng đá hạng hai ở Iceland.

## Bảng xếp hạng
| Vị thứ | Đội         | Số trận | Thắng | Hòa | Thua | Bàn thắng | Bàn thua | Hiệu số | Điểm | Ghi chú                               |
| ------ | ----------- | ------- | ----- | --- | ---- | --------- | -------- | ------- | ---- | ------------------------------------- |
| 1      | ÍBV         | 22      | 16    | 2   | 4    | 43        | 17       | +26     | 50   | Vô địch – Thăng hạng Úrvalsdeild 2009 |
| 2      | Stjarnan    | 22      | 14    | 5   | 3    | 47        | 22       | +25     | 47   | Thăng hạng Úrvalsdeild 2009           |
| 3      | Selfoss     | 22      | 14    | 4   | 4    | 54        | 36       | +18     | 46   |                                       |
| 4      | KA          | 22      | 9     | 5   | 8    | 31        | 27       | +4      | 32   |                                       |
| 5      | Víkingur R. | 22      | 8     | 5   | 9    | 32        | 30       | +2      | 29   |                                       |
| 6      | Haukar      | 22      | 8     | 4   | 10   | 36        | 42       | -6      | 28   |                                       |
| 7      | Leiknir R.  | 22      | 7     | 5   | 10   | 33        | 40       | -7      | 26   |                                       |
| 8      | Þór A.      | 22      | 7     | 4   | 11   | 31        | 42       | -11     | 25   |                                       |
| 9      | Fjarðabyggð | 22      | 5     | 9   | 8    | 31        | 37       | -6      | 24   |                                       |
| 10     | Víkingur Ó. | 22      | 5     | 9   | 8    | 19        | 29       | -10     | 24   |                                       |
| 11     | Njarðvík    | 22      | 4     | 7   | 11   | 26        | 42       | -16     | 19   | Xuống hạng 2. deild 2009              |
| 12     | KS/Leiftur  | 22      | 1     | 9   | 12   | 17        | 36       | -19     | 12   | Xuống hạng 2. deild 2009              |

## Danh sách ghi bàn
| Cầu thủ                 | Số bàn thắng | Đội bóng    |
| ----------------------- | ------------ | ----------- |
| Sævar Þór Gíslason      | 17           | Selfoss     |
| Atli Heimisson          | 14           | ÍBV         |
| Sveinbjörn Jónasson     | 13           | Fjarðabyggð |
| Henning Eyþór Jónasson  | 12           | Selfoss     |
| Þorvaldur Árnason       | 12           | Selfoss     |
| Jakob Spangsberg Jensen | 11           | Leiknir R.  |
| Ellert Hreinsson        | 10           | Stjarnan    |
| Denis Curic             | 9            | Haukar      |
| Viðar Örn Kjartansson   | 8            | Selfoss     |
| Hreinn Hringsson        | 7            | Þór A.      |